# Бочек III из Подебрад
Бочек III из Подебрад (Бочек III из Кунштата и Подебрад) (нем. Boček III von Podiebrad, чеш. Boček III. z Poděbrad, Boček III. z Kunštátu a Poděbrad, Boček mladší z Poděbrad; умер в 1429 году) — чешско-моравский дворянин и сторонник гуситов.

## Биография
Представитель чешско-моравского дворянского рода панов из Подебрад. Его родителями были Бочек II из Подебрад (ум. 1417) и Анна Элишка из Липе (чеш. Anna Eliška z Lipé), дочь Генриха из Липе (чеш. Jindřich z Lipé). В некоторых источниках он упоминается как Бочек Младший, чтобы отличить его от отца, который потом назывался Бочек Старший.
Бочек III впервые упоминается в источниках с 1395 года. В источниках он фигурировал в первые годы достаточно часто, и особенно в то же время со своим отцом. Вместе со своим братом Викторином часто выступал в качестве истцов в судах, где защищал свои имущественные интересы в Моравии. В 1417 году после смерти своего отца Бочек III получил во владение поместья в Моравии, которыми он совместно владел со своим младшим братом Викторином. Викторин из Подебрад унаследовал чешские поместья (замки Литице, Наход и Хаммел), а младший из братьев, Гинек Бочек, получил родовое поместье в Подебрадах. Ян из Подебрад, старший сын Бочека II, скончался еще при жизни отца, между 1407 и 1409 годами. Викторин и Бочек III несколько раз судились из-за моравских владений со своими дальними родственниками Геральдом Пушкой из Кунштата и Смилем из Кунштата и Блудова. В 1417 году Бочек III захватил и присоединил к своим владениям замок Пышолец, а в 1418 году приобрел панство Вранова Лхота.
После начала Гуситских войн Бочек III из Подебрад принимал участие в совещании в Брно, где дворяне были вынуждены отклонить четыре пражские статьи и обязались повиноваться новому чешскому королю Сигизмунду Люксембургскому. Спустя короткое время, Бочек III перешел на сторону гуситов. В 1422 году он принимал участие в осаде гуситами Кромержижа.
Большую часть своей жизни Бочек III из Подебрад провел в Моравии. Он называл себя паном Боузова, а после 1427 года — паном Моравска-Тршебова. Он не был женат и не оставил потомства.
Год смерти Бочека III точно не установлен. Считается, что он пережил младшего брата Викторина, который умер в 1427 году, на один или два года. Скончался около 1429 года.